# Mystery Train (brano musicale)
Mystery Train è una canzone scritta da Junior Parker e Sam Phillips. Fu il primo brano registrato alla Sun Records nel 1953.

## Il brano
Considerata uno standard blues, Parker, accreditato come "Little Junior's Blue Flames", incise la canzone con la sua band di supporto per la Sun Records, neonata etichetta discografica di proprietà di Sam Phillips.
Un commentatore ha fatto notare come uno dei misteri mai risolti di Mystery Train sia proprio da dove provenga il titolo della canzone stessa, che non viene mai citato nel testo del brano. Le parole del testo della traccia sono simili a quelle presenti nel traditional folk Worried Man Blues della Carter Family, a sua volta basata su un'antica ballata celtica, grande loro successo del 1930:
The train arrived sixteen coaches long
The train arrived sixteen coaches long
The girl I love is on that train and gone
Il testo di Parker recita:
Train I ride sixteen coaches long
Train I ride sixteen coaches long
Well, that long black train carries my baby home
Mystery Train fu il singolo che fece seguito a Feelin' Good (Sun 187), successo del 1953 di Junior Parker. Ad accompagnare Parker alla voce, i "Blue Flames", i cui membri erano, presumibilmente, all'epoca: Floyd Murphy (chitarra); William Johnson (piano); Kenneth Banks (basso); John Bowers (batteria); e Raymond Hill (sax tenore).

### Versione di Elvis Presley
La versione di Elvis Presley di Mystery Train fu pubblicata il 20 agosto del 1955 nel 45 giri Mystery Train/I Forgot to Remember to Forget (Sun 223). La canzone fu classificata al 77º posto della lista di Rolling Stone delle 500 migliori canzoni di sempre del 2003. Fu riprodotta da Sam Phillips alla Sun Records, con Presley alla voce e alla chitarra, Scotty Moore alla chitarra principale, e Bill Black al basso.
La RCA Records pubblicò una seconda volta questo singolo nel dicembre 1955 (numero 47-6357) dopo averlo acquisito come parte del contratto con Presley.
Questa versione raggiunse il numero 11 della classifica nazionale Billboard Country Chart.
La canzone raggiunse il terzo posto come canzone più acclamata dell'anno 1955 dalla Acclaimed Music.
Black, che ebbe successo con i Bill Black Combo, una volta disse ad un visitatore nella sua casa di Memphis, riferendosi al 78 giri della Sun Records di Mystery Train sulla parete: «Now there was a record».

## Influenza
La canzone ha dato luogo a molte altre opere:
- Mystery Train fu una serie televisiva che documentava il primo periodo della carriera di Elvis alla Sun Records.
- Mystery Train - Martedì notte a Memphis è un film del 1989, una "dark comedy" scritta e diretta dal regista Indie Jim Jarmusch.[9]
- Mystery Train è il titolo di un libro (ISBN 0-452-27836-8) di Greil Marcus sulle origini del rock and roll.
- Mystery Train è  un programma radio condotto da David Wiley sulla KFAI, Fresh Air Community Radio, a Minneapolis, Minnesota.[10]
- Mystery Train è sempre il nome di un altro programma radiofonico della WJZF-LP radio nel Standish (Maine), USA, condotto da Bob Reichers.
- Mystery Train è  un programma radio condotto dall'ingegnere Stephen D. Gross sulla KGGV-LP FM 95.1 in Guerneville (California) e KOWS FM 107.3 nella California occidentale.

## Cover
- Chet Atkins & Jerry Reed
- The Band, in Moondog Matinee, 1973, nel film The Last Waltz e nell'omonimo album (con Paul Butterfield), 1978
- Jeff Beck e Chrissie Hynde
- Boxcar Willie
- Bulldog
- The Paul Butterfield Blues Band (1965)
- James Burton
- Terry Dene
- Junior Wells
- The Dirtbombs
- Long John Baldry
- The Doors (live in Pittsburgh 1970, live in Philadelphia 1970; live in Seattle 1970; anche in una parte di Black Train Song)
- Bob Dylan (Studio Outtake)
- Bob Dylan e Johnny Cash durante le sessioni Nashville Skyline, 1969[11]
- Fairground Attraction (marzo 1988)
- José Feliciano
- Tom Fogerty
- Jerry Garcia Band (1976)
- Robert Gordon con Danny Gatton
- Robert Gordon e Link Wray
- John Hammond (1969)
- Emmylou Harris (1986)
- Kevin Hewick
- Led Zeppelin (San Diego, California 1977-06-19 e Oakland, California 1977-07-24)
- Alvin Lee
- Los Tres
- Bob Luman
- Vince Maloney
- Hank Marvin
- Ronnie McDowell
- Scotty Moore (1964)
- Ricky Nelson
- The Neville Brothers
- Nightlosers (1997)
- Grace Potter and the Nocturnals (2005 e nel 2008 al Sun Studio)
- Sam the Sham & the Pharaohs
- Merl Saunders, Jerry Garcia, John Kahn & Bill Vitt (1988)
- Paul Simon (durante il tour estivo del 2008)
- The Soft Boys (1981)
- Bruce Springsteen ha cantato la canzone dal vivo in molte occasioni, tra le quali: 2006 Seeger Sessions Tour
- The Stray Cats
- Gene Summers (da Gene Summers in Nashville CD) 1981
- Pat Travers (Aprile 11, 1992)
- Richard Thompson
- UFO
- Uncle Dog (1972)
- Jimmy Velvit (da Sounds Like Elvis CD) 1996
- Williams and Ree
- Willie and the Poor Boys (1994)
- Dwight Yoakam (1994)
- Neil Young (1983, in Everybody's Rockin')
- Elvis Costello
- Rick Danko, con Paul Butterfield in Cryin' Heart Blues
- Art Greenhaw, con Nokie Edwards dei The Ventures nell'album del 2005 Twanging Guitars and Soulful Voices.[12]